# 네곰보
네곰보(싱할라어: මීගමුව, 타밀어: நீர்கொழும்பு)는 스리랑카의 도시로, 콜롬보-카투나야카 고속도로를 통해 콜롬보에서 38km(24마일) 떨어진 서부주 네곰보 석호의 입구에 위치해 있다.
네곰보는 네곰보 구의 행정 중심지이며, 네곰보 관구의 행정 중심지는 네곰보이다. 네곰보에는 142,136명의 인구가 있다. 네곰보 시 경계는 사단 사무국 지역 전체에 걸쳐 완전히 확장되어 있다.
네곰보는 긴 모래 해변과 수백 년 된 어업으로 유명하다. 네곰보에는 많은 2개 국어(싱할라어/타밀어)의 인구가 있으며, 로마 가톨릭교도가 뚜렷하다.

## 역사
네곰보 석호의 얕은 물은 선박들에게 안전한 피난처를 제공했고 스리랑카 왕국이 대외 무역을 했던 칼피티야, 푸탈람, 콜롬보, 칼루타라, 갈과 함께 주요 항구 중 하나가 되었다.

## 지리학

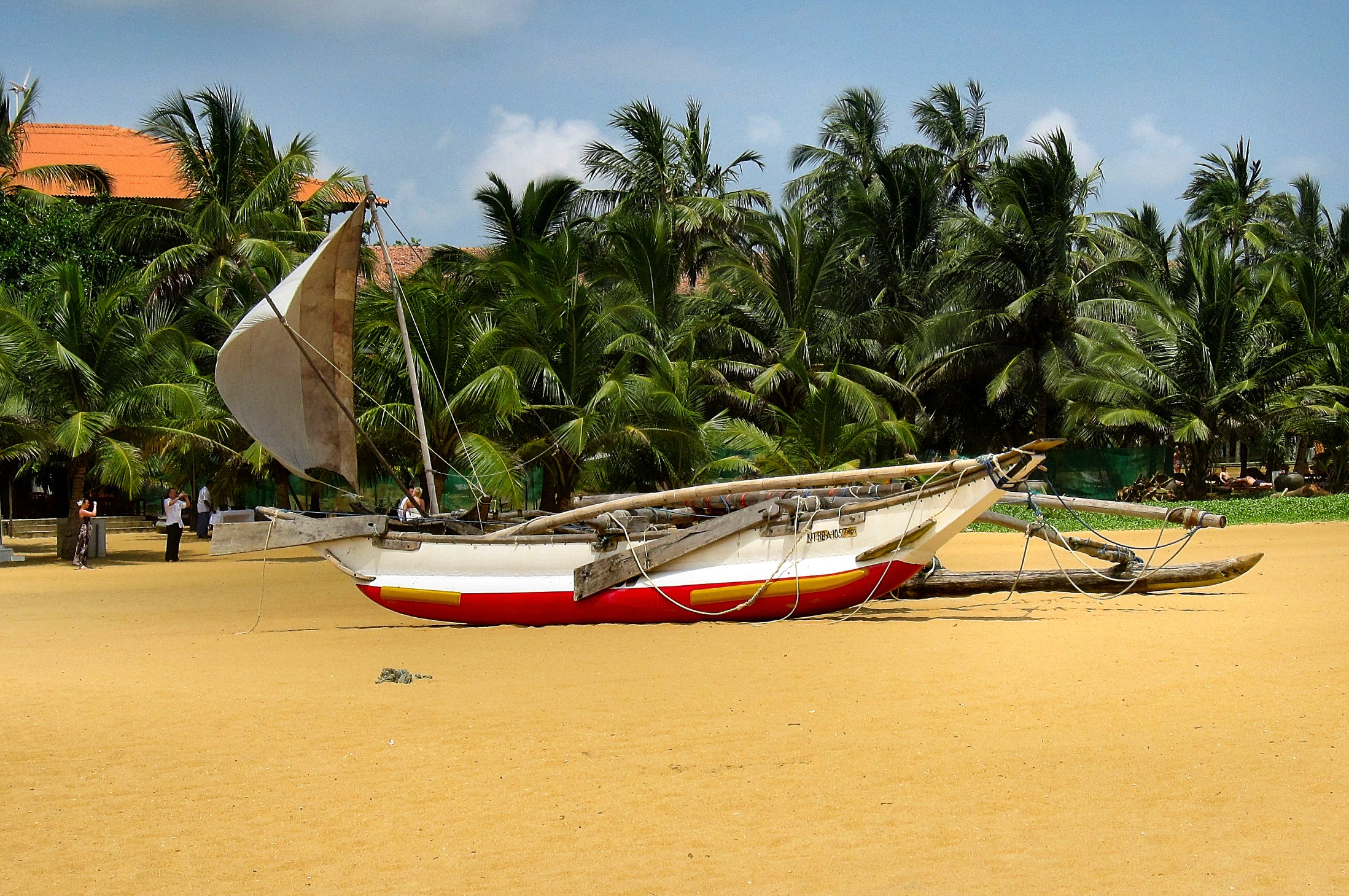
전통적인 어선

네곰보는 해발 약 2m이며, 네곰보의 지리는 육지와 물이 섞여 있다. 해밀턴 운하는 도시의 중심부를 흐른다. 네곰보 석호는 네곰보의 가장 경치가 좋은 랜드마크 중 하나이다. 맹그로브 숲에는 190종 이상의 야생동물이 있고 많은 새들이 있다. 시의 북쪽 경계는 인도양과 만나는 마하오야강에 의해 형성된다.

## 네곰보 석호
네곰보 석호는 천연자원이 풍부한 반밀폐형 해안 수역이다. 석호는 많은 작은 강과 네덜란드 운하에 의해 공급된다. 그것은 네곰보 근처의 북쪽으로 좁은 해협을 통해 인도양과 연결되어 있다. 석호와 습지 지역은 또한 지역 농업과 임업을 지원한다. 광범위한 맹그로브 늪이 있고 다양한 물새들을 끌어들인다. 석호는 많은 다른 종류의 새와 다양한 동물뿐만 아니라 식물, 동물, 그리고 많은 다른 종의 동물들을 지원한다. 네곰보 석호는 관광과 보트 관광을 위한 주요 지역 및 관광 명소이다.
네곰보 석호에 본거지를 둔 어부들은 물가를 따라 야자수 마을 판자집에서 산다. 그들은 주로 그들의 생계를 위해 계절에 대한 전통적인 지식에 의존하며, 9월부터 4월까지 적당한 어획량을 가져오기 위해 나무 줄기로 조각된 아웃리거 카누와 나일론 그물을 사용한다. 그들의 보트는 오루바(요트 카누의 일종)와 파루바(크롤론 칸막이 장치가 장착된 사람 동력 카타마란)의 두 가지 형태로 만들어진다. 최근 몇 년 동안 마을 사람들은 어획으로 벌어들인 수입을 '토디' 즉, 랙을 양조하는 데 쓰이는 야자수액을 채취하여 보충하고 있다.

## 인구 통계
2012년 통계에 따르면 감파하구 인구의 6.3%가 시 경계 내에 살고 있으며 11.6%가 네곰보에 살고 있다. 이 도시는 다민족과 다문화 도시이다. 네곰보의 주민 대부분은 싱할라인에 속한다. 이 도시에는 타밀인과 이슬람교도들도 살고 있다. 이 도시에는 스리랑카 화교 공동체가 살고 있다.

## 종교
네곰보는 다종교 도시이다. 네곰보에는 불교, 힌두교, 이슬람교와 함께 로마 가톨릭교도가 다수 거주하고 있다.

## 경제
네곰보는 스리랑카의 가장 큰 경제 중심지 중 하나로 여겨진다. 네곰보는 반다라나이케 국제공항과 자유무역지대에서 4~5km 정도 떨어진 곳에 위치한다. 네곰보에는 포르투갈과 네덜란드의 식민지 시대에 사용된 온건한 항구가 있다.
네곰보의 경제는 주로 관광과 수세기 동안 지속된 어업에 기반을 두고 있지만, 시나몬, 도자기, 놋쇠 그릇도 생산한다.
콜롬보 증권거래소-네곰보 지점과 많은 주요 금융회사들은 네곰보에 그들의 주요 지점을 가지고 있다. 번화한 네곰보 시내 거리에는 백화점, 대형마트, 부티크 등이 들어서고 있으며 국제 식품 전문점이 문을 열고 있다.

## 같이 보기
- 반다라나이케 국제공항